# Doly Severní dráhy Ferdinandovy
Společnost Severní dráha císaře Ferdinanda (SDF) provozovala do roku 1945 kamenouhelné doly v Ostravsko-karvinském revíru. Z 16 původních dolů SDF v ostravském revíru jsou všechny jámy nefunkční. Zachovány jsou převážně fragmenty památkově chráněných částí jako těžní věže (např. Jindřich, Alexander) či budovy (Jiří). Nejzachovalejší památkou je areál Dolu Michal, který byl v roce 1995 prohlášen národní kulturní památkou.

## Historie
Roku 1836 byla ustanovena akciová společnost Výhradně privilegovaná Severní dráha císaře Ferdinanda (k. k. ausschliesslich privilegierte Kaiser Ferdinands-Nordbahn), která měla vystavět železnici z Vídně do Bochně. Tím se stala levným dopravním prostředkem pro přepravu zboží a nerostných surovin a významně ovlivnila průmyslový rozvoj oblastí na Moravě, Slezsku a Haliči.
Když železnice dosáhla na Ostravsko, rozhodlo vedení společnosti zahájit těžbu černého kamenného uhlí. Byly založeny Kamenouhelné doly c. k. privilegované dráhy císaře Ferdinand. V roce 1855 tato společnost odkoupila doly bratří Kleinů v Ostravě-Přívoze (důl František) a Ostravě-Hrušově (doly Albert a Hubert). V roce 1856 odkoupila státní doly C. k. kutací a vrtebné komise (např. důl č. X v Moravské Ostravě, důl č. V ve Slezské Ostravě, důl Michael v Michálkovicích) a zahájila samostatnou činnost ve vyhledávání vhodných míst pro těžbu uhlí a založení nových jam a dolů. Mezi nově založenými doly byly například jámy Jan (1869) a Josef (1879) ve Slezské Ostravě.
Po uplynutí padesátiletého privilegia byla vydána v roce 1886 nová koncese a společnost byla přejmenována na C. k. privilegovanou Severní dráhu císaře Ferdinanda, pod její správu náleží správa dolů v Ostravsko-karvinském revíru – kamenouhelné doly C. k. privilegované Severní dráhy císaře Ferdinanda.
V roce 1906 došlo k zestátnění veřejné železnice, ale důlní majetek včetně báňské dráhy zůstal společnosti kamenouhelné doly C. k. privilegované Severní dráhy císaře Ferdinanda. Během první světové války (1911–1917) dochází k modernizaci důlních podniků, elektrifikaci a centralizaci těžby. Příkladem za všechny je důl Michael, kdy důl je kompletně přestavěn do nové podoby, plně elektrifikován a podzemními překopy je na jámu Michael dopravováno uhlí s dolů Jan a Josef ve Slezské Ostravě a dolu Petr a Pavel v Michálkovicích, tyto jámy se stávají pomocnými. Spojením dobývacích polí vzniká nové dobývací pole o rozloze 411 ha 41 a 51,4 m² (tj. 84 jednoduchých důlních měr a 12 přebytků) a Důl Michael.

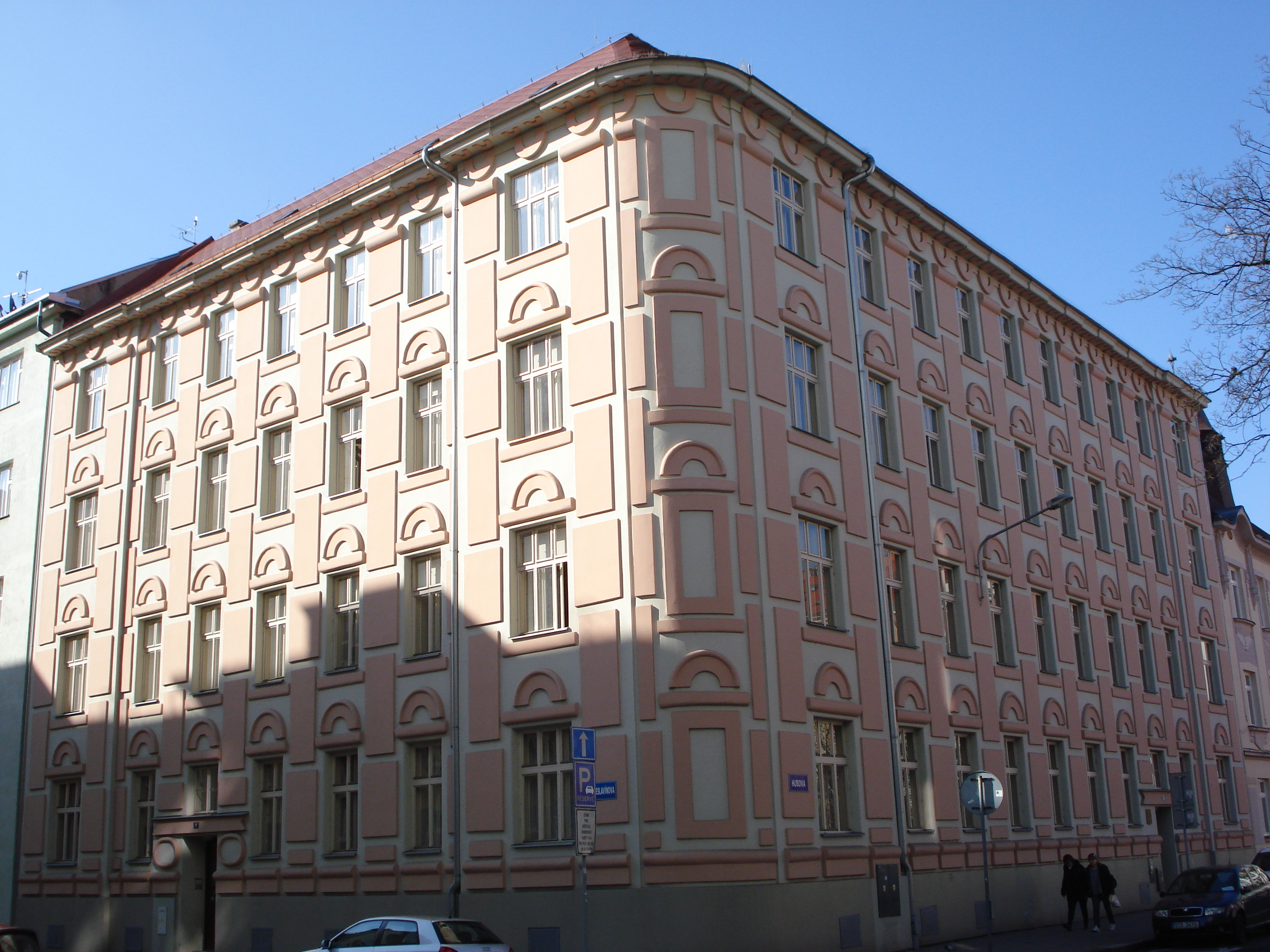
Administrativní budova Dolů SDF.

V roce 1921 rozhodnutím akcionářů dochází ke změně názvu na Severní dráha Ferdinandova (SDF) a společnost SDF mění původní název dolu Michael na český Michal. Společnost SDF přenesla své sídlo do Československa. V Moravské Ostravě v Husově ulici 7 stojí bývalý administrativní dům těžební společnosti SDF. Dům byl postaven firmou Rozhon, fasádu navrhl architekt Pavel Janák v letech 1920–1921 ve stylu rondokubismu.
V období 1938 až 1940 byla postavena budova pro generální ředitelství kamenouhelných dolů SDF podle projektu architekta Karla Kotase (1894–1973). V průčelí budovy je reliéf alegorie Stvoření uhlí od sochaře Jana Laudy (1898–1959).

Po obsazení Československa německými vojsky (1939) byla na společnost uvalena nucená správa a její vedení se dostalo do vlivu státního koncernu Hermann Göring Werke. V období druhé světové války (1942) do správy SDF byly zařazeny státní doly Oskar v Heřmanicích, Evžen v Petřvaldě a Václav v Porubě (Orlová).

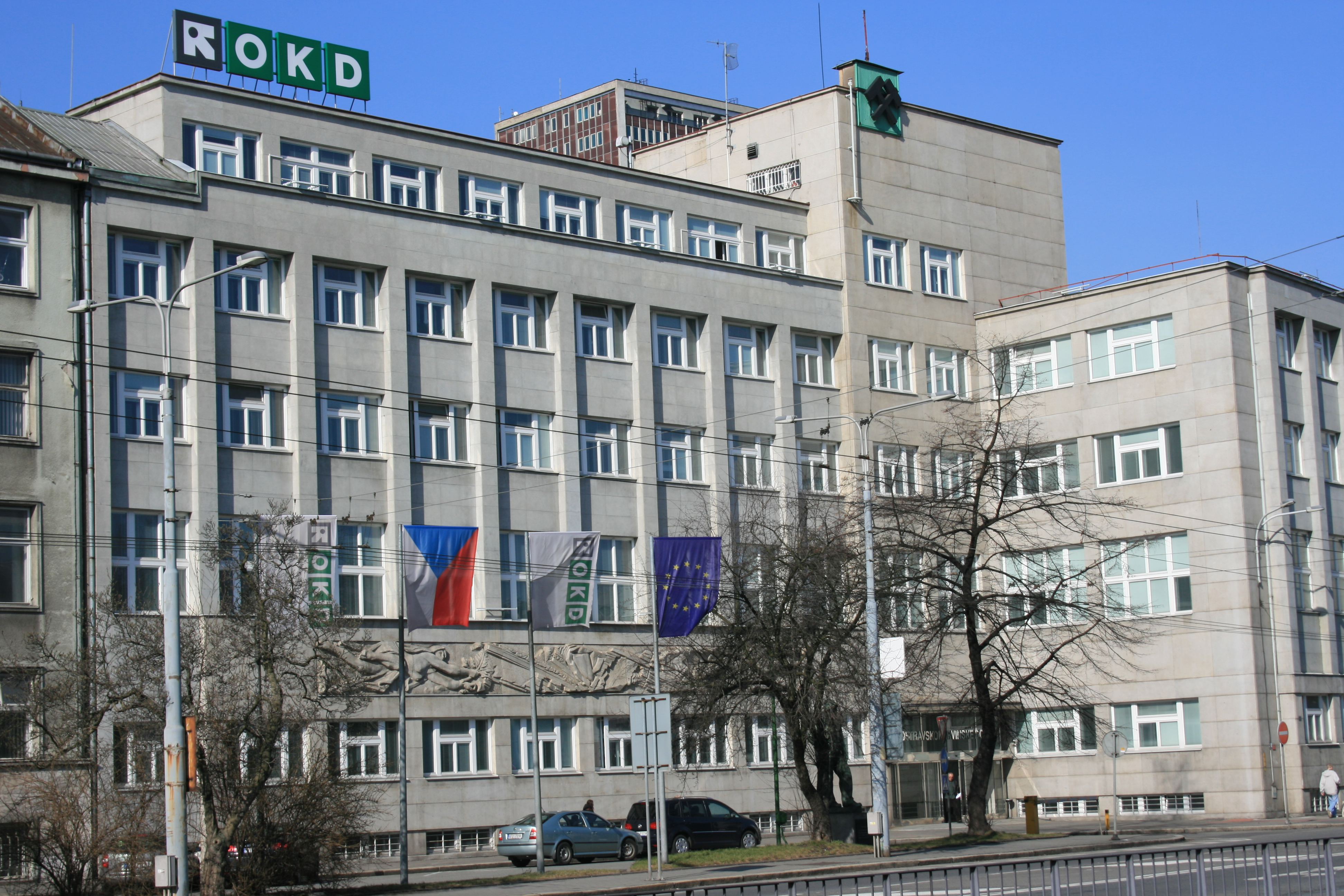
Původní budova generálního ředitelství kamenouhelných dolů SDF

Ukončením 2. světové války dekretem prezidenta republiky č. 5/1945 Sb. z 19. května 1945 byl majetek SDF postaven pod národní správu a na základě dekretu prezidenta republiky č. 100/1945 Sb. z 28. října 1945 v roce 1945 znárodněn a začleněn do národního podniku Ostravsko – karvinské doly. Byly to doly: František v Přívoze, Hubert v Hrušově, Zárubek ve Slezské Ostravě, Michal v Michálkovicích, Evžen v Petřvaldě a Václav v Porubě u Orlové. A také elektrárna František v Přívoze, koksovny František v Přívoze a Václav v Porubě (Orlová).

## Těžba uhlí
Ředitelská konference uvádí, že do roku 1929 SDF měla propůjčený důlní majetek o celkové výměře 2 079,6 ha. Mimo to byla majitelkou kutného pole o výměře 1 077 ha v Dolních a Horních Žibřidovicích, Malých Kunčicích a Pruchné na polské straně hranice. V roce 1925 odkoupila od Jana Larische-Mönnicha kutné pole v Pudlově, Bohumíně, Novém Bohumíně a Kopytově o výměře 1 430 ha.
Propůjčený důlní majetek SDF v OKR tvořil 3 od sebe oddělená důlní pole:
a) Severní pole o rozloze 1 160 ha s doly Hubert v Hrušově, František v Přívoze s dolem Jiří v Moravské Ostravě a Jindřich v Moravské Ostravě.
Důl František dobýval uhlí ze slojového pásma spodních hrušovských a petřkovických vrstev ostravského souvrství. V roce 1929 dobýváno 14 slojí o mocnosti 50 - 200 cm, úklon 20 - 30°.
V důlním poli jam Jindřich, Jiří, Albert se uhlí těžilo ze slojového pásma hrušovských vrstev ostravského souvrství. V dobývacím poli dolu Hubert se uhlí těžilo ze slojového pásma spodních hrušovských a petřkovických vrstev ostravského souvrství. V roce 1929 bylo dobýváno: Důl Jiří 11 slojí 60 - 160 cm, úklon 0 - 90°. Důl Hubert 15 slojí 40 - 180 cm, úklon 6 - 90°. Důl Jindřich 6 slojí o mocnosti 50 - 100 cm (místy i 300 cm), úklon 0 - 90°
b) Jižní pole o rozloze 508 ha s doly Zárubek a Alexander.
V důlním poli dolu Zárubek a Alexander bylo černé uhlí dobýváno ze slojového pásma především jakloveckých a svrchních hrušovských vrstev (důl Zárubek ještě vrstvy porubské) ostravského souvrství. V roce 1929 bylo dobýváno 16 slojí o mocnosti 40 - 240 cm , úklon 0 - 30°.
c) Východní pole o rozloze 411 ha s dolem Michal.
V důlním poli dolu Michal bylo černé uhlí těženo ze slojového pásma jakloveckých vrstev ostravského souvrství (jámy Ferdinand, Petr a Pavel, Jan, Josef) a hrušovské vrstvy (dobývací pole jámy Oskar) ostravského souvrství. V roce 1929 bylo dobýváno 17 slojí o mocnosti 50 - 200 cm.

## Kolonie Severní dráhy Ferdinandovy
Důlní společnost SDF budovala pro své zaměstnance jednotné domy sdružené v koloniích. Od roku 1867 až do 30. let 20. století projektoval s malými odchylkami dělnické domy architekt Rudolf Sauer. Záměr jednotných domů v kolonii kolem jam SDF měl demonstrovat příslušnost ke své důlní společnosti.
Vybudovány byly kolonie Zárubecká, Vilémská - tyto kolonie jsou zbourány, Jakubská (částečně zbourána), Josefská (zbylo 12 domů) a Jánská (částečně zbourána, zbylo 10 domů) ve Slezské Ostravě. Michalská (zbourána), Ferdinandova, Peterská (U Pumpy) v Michálkovicích, Alexandr v Kunčičkách a Hubert v Hrušově.
Své kolonie měla jáma František v Přívoze a koksovna František v Přívoze. Pro důl Zárubek v Kunčičkách byla postavena Jubilejní kolonie, v Moravské Ostravě u jam Jiří (Jiřská kolonie - zbourány poslední 2 domy 1964) a jámy Jindřich (Jindřišská kolonie- zánik v 1957) a kolonie U Dubu (likvidace v 1938).

## Ústřední záchranná stanice pro doly Severní dráhy Ferdinandovy na závodě Zárubku ve Slezské Ostravě
Ústřední záchranná stanice pro doly Severní dráhy Ferdinandovy na závodě Zárubek ve Slezské Ostravě vznikla v roce 1911. Záchranné dýchací přístroje byly umístěny na jámě Vilém ve Slezské Ostravě a následně byly přístroje přemístěny do místnosti v šachetní budově jámy Hermenelgild. Na jámě Vilém byla zřízená cvičební místnost pro všestranný výcvik záchranářů. Byla tam vybudována svážná o úklonu 21°, kde záchranáři ručním rumpálem dopravovali vůz v dýchacích přístrojích třicetkrát nahoru a dolů po dobu dvouhodinového cvičení. Pro lezecký výcvik tam byly vybudovány žebříky a 5 metrový kolmý šibík (slepá jáma) o úklonu 45°. V cvičební místnosti bylo možné dosáhnout teploty kolem 50 °C s nedýchatelným ovzduším.
Záchranná stanice byla vybavena dýchacími přístroji: 10 přístrojů Dragër model 1910/11, 5 přístrojů Audos MR3 1924, 5 přístrojů Dragër S.S. 1 pro narážeče, 5 přístrojů M.S.A. (filtrace vzduchu), 2 přístroje Dragër –Tübben a dva oživovací přístroje Pulmotor, 1 Inhabad a 1 záchranný vůz.  Ústřední záchranná stanice pro doly Severní dráhy Ferdinandovy byla zrušena ke dni 1. 11. 1946.

## Seznam jam, které byly ve vlastnictví nebo správě Severní dráhy Ferdinandovy

### Ostravský revír
| Název jámy                  | důl                | důl SDF po roce 1914  | důl OKD po roce 1946  | hloubení, založení | hloubka jámy v m | druh jámy             | likvidace | Těžba od/do | lokalita         |
| --------------------------- | ------------------ | --------------------- | --------------------- | ------------------ | ---------------- | --------------------- | --------- | ----------- | ---------------- |
| František 1 / Odra 1        | František          | František             | Vítězný únor / Odra   | 1849               | 564              | kutací, těžní         | 1998      | 1854 / 1969 | Přívoz           |
| František 2 / Odra 2        | František          | František             | Vítězný únor / Odra   | 1942               | 1041             | těžní, skipová        | 1998      | 1966 / 1994 | Přívoz           |
| František 4 / Odra 4        | František          | František             | Vítězný únor / Odra   | 1851               | 1100             | čerpací a výdušná     | 1998      | -           | Přívoz           |
| Jáma V / Hermenegild        | Hermenegild        | Hermnegild / Zárubek  | Zárubek / Ostrava     | 1845               | 835              | těžní                 | 1997      | 1862-1990   | Slezská Ostrava  |
| Hermenegild / Zárubek vodní | Hermenegild        | Hermnegild / Zárubek  | Zárubek / Ostrava     | 1858               | 331              | výdušná, vodní        | 1997      | -           | Slezská Ostrava  |
| Větrní č. 13                | Hermenegild        | Hermnegild / Zárubek  | Zárubek / Ostrava     | 1861               | 57               | větrní                | 1884      | -           | Slezská Ostrava  |
| Vilém                       | Vilém              | Zárubek               | Zárubek / Ostrava     | 1859               | 330              | víceúčelová, větrní   | 1961      | 1866 /1914  | Slezská Ostrava  |
| Alexander 1                 | Alexander          | Hermenegild / Zárubek | Zárubek / Ostrava     | 1896               | 945              | těžní, výdušná        | 1994      | 1898 / 1926 | Kunčičky         |
| Alexander 2                 | Alexander          | Hermenegild / Zárubek | Zárubek / Ostrava     | 1896               | 922              | výdušná               | 1994      | -           | Kunčičky         |
| Albert                      | Albert             | Hubert                | Vítězný únor / Odra   | 1849               | 192              | víceúčelová, větrní   | 1886      | 1850 / 1876 | Hrušov           |
| Hubert těžní                | Hubert             | Hubert                | Vítězný únor / Odra   | 1855               | 569              | těžní, vtažná         | 1992      | 1855 - 1992 | Hrušov           |
| Hubert výdušná              | Hubert             | Hubert                | Vítězný únor / Odra   | 1868               | 474              | výdušná               | 1992      | -           | Hrušov           |
| Vrbice                      | Hubert             | Hubert                | E. Urx 5 Koblov       | 1911               | 387              | výdušná               | 1992      | -           | Hrušov           |
| Jakub                       | Jakub              | Zárubek               | Zárubek / Ostrava     | 1868               | 644              | víceúčelová, větrní   | 1992      | 1872 / 1914 | Slezská Ostrava  |
| Jakub výdušná               | Jakub              | Zárubek               | Zárubek / Ostrava     | 1868               | 293              | výdušná               | 1992      | -           | Slezská Ostrava  |
| Jan těžní                   | Jan                | Michael / Michal      | P. Cingr / Rudý říjen | 1869               | 483              | kutací, těžní, větrní | 1975      | 1877 / 1914 | Slezská Ostrava  |
| Jan větrní                  | Jan                | Michael / Michal      | P. Cingr / Rudý říjen | 1870               | 376              | výdušná               | 1922      | -           | Slezská Ostrava  |
| Jáma X / Jindřich           | Jindřich           | Jindřich              | Vítězný únor / Odra   | 1846               | 546              | kutací, těžní         | 1982      | 1861 /1932  | Moravská Ostrava |
| Jindřich větrní             | Jindřich           | Jindřich              | Vítězný únor / Odra   | 1858               | 468              | větrní                | 1979      | -           | Moravská Ostrava |
| Jiří těžní                  | Jiří               | Jindřich              | Vítězný únor / Odra   | 1871               | 382              | těžní, vtažná         | 1952      | 1896 / 1927 | Moravská Ostrava |
| Jiří výdušná                | Jiří               | Jindřich              | Vítězný únor / Odra   | 1871               | 180              | výdušná               | 1953      | -           | Moravská Ostrava |
| Hlavní / Ferdinand          | Hlavní / Ferdinand | -                     | -                     | 1843               | 135              | kutací, víceúčelová   | 1885      | 1851 / 1882 | Michálkovice     |
| Josef                       | Josef              | Michael / Michal      | P. Cingr / Rudý říjen | 1879               | 652              | těžní, výdušná        | 1935      | 1884 / 1916 | Slezská Ostrava  |
| Michael                     | Michael            | Michael / Michal      | P. Cingr / Rudý říjen | 1843               | 670              | kutací, těžní, vtažná | 1995      | 1850 - 1993 | Michálkovice     |
| Oskar                       | Oskar              | -                     | P. Cingr / Rudý říjen | 1912               | 625              | otvírková, větrní     | 1995      | -           | Heřmanice        |
| Pavel                       | Petr a Pavel       | Michael / Michal      | P. Cingr / Rudý říjen | 1858               | 470              | výdušná               | 1995      | -           | Michálkovice     |
| Petr                        | Petr a Pavel       | Michael / Michal      | P. Cingr / Rudý říjen | 1858               | 504              | těžní, výdušná        | 1995      | 1866 - 1913 | Michálkovice     |

### Karvinský revír
| Název jámy | důl    | důl SDF po roce 1914 | důl OKD po roce 1946 | hloubení, založení | hloubka v m | druh jámy     | likvidace | Těžba od/do | lokalita        |
| ---------- | ------ | -------------------- | -------------------- | ------------------ | ----------- | ------------- | --------- | ----------- | --------------- |
| Evžen      | Evžen  | Evžen                | Čs. pionýr           | 1862               | 626         | kutací, těžní | 1973      | 1862 - 1972 | Petřvald        |
| Jan        | Evžen  | Evžen                | Čs. pionýr           | 1882               | 404         | větrní        | 1974      | -           | Petřvald        |
| Marianka   | Evžen  | Evžen                | Čs. pionýr           | 1878               | 225         | větrní        | 1973      | -           | Petřvald        |
| Václav 1   | Václav | Václav               | Čs. pionýr           | 1899               | 659,5       | větrní        | 1973      | -           | Poruba u Orlové |
| Václav 2   | Václav | Václav               | Čs. pionýr           | 1903               | 590,3       | těžní         | 1973      | -           | Poruba u Orlové |